# Miguel Ángel Carrión Vilches
Miguel Ángel Carrión Vilches es un botánico español.

## Algunas publicaciones

### Libros
- ALCARAZ, F.; CARRILLO, F.; CÁNOVAS, L. & CARRIÓN, M.A. 2008. Fichas fotodescriptivas de hábitats prioritarios perennes de la Región de Murcia. Consejería de Agricultura y Agua, Dir. Gral de Patrimonio Natural y Biodiversidad. Región de Murcia. 59 pp.

- miguel á. Carrión vilches, ernesto Coy, santiago Fernández jiménez, juan Guerra montes, Antonio Hernández González, juan f. Jiménez Martínez, josé a. López espinosa, pedro Sánchez Gómez, juan b. Vera pérez. 2007. Nueva Flora de Murcia, Plantas Vasculares. Ed. Diego Marín Librero S.L. ISBN 978-84-8425-289-4

- p. Sánchez Gómez, m.a. Carrión vilches, a. Hernández González, a. Guerra montes. 2002. Libro Rojo de la flora silvestre protegida de la Región de Murcia. Consejería de Agricultura, Agua y Ambiente. Dir. Gral del Medio Natural, Murcia, tomos 1-2
- La abreviatura «M.Á.Carrión» se emplea para indicar a Miguel Ángel Carrión Vilches como autoridad en la descripción y clasificación científica de los vegetales.[3]